# Renaud Lavillenie
Renaud Lavillenie (n. 18 septembrie 1986, Barbezieux-Saint-Hilaire, Poitou-Charentes, Franța) este un atlet francez specializat pe săritura cu prăjina. A fost laureat cu aur la Jocurile Olimpice de vară din 2012 de la Londra. Din 2014 până în 2020 a deținut recordul mondial cu o săritură de 6,16 m.

## Carieră
S-a apucat de săritură cu prăjina la vârsta de șapte ani pentru a-l urma pe tatăl său, antrenor la clubul sportiv Cognac AC. A debutat în competiții în 2003. Primele rezultate au fost slabe: la vârsta de 19 ani nu trecuse peste ștacheta înălțată la 5 m, în timp ce titlul mondial de juniori era aproximativ de 5,50 m.
În 2008 a participat pentru prima dată la Campionatul Mondial în sală și a câștigat Campionatul European în sală cu o săritură de 5,81 m. Un ani mai târziu, a reușit o săritură la 6,01 cm, depășind recordul național francez stabilit de Jean Galfione, și a cucerit o medalie de bronz la Campionatul Mondial de la Berlin.
La Jocurile Olimpice de vară din 2012 de la Londra, a cucerit medalia de aur cu o săritură de 5,97 m, stabilind astfel un nou record olimpic. A fost și primul aur olimpic francez la atletism de la Olimpiada din 1996 de la Atlanta.
Pe 25 februarie 2014, la Donețk, a doborât recordul deținut de Serhii Bubka cu o săritură de 6,16 m.
La Jocurile Olimpice de vară din 2016 de la Rio de Janeiro, a reușit primele patru sărituri din prima încercare, stabilind un nou record olimpic la 5,98 m. Totuși, atletul brazilian Thiago Braz Da Silva, încurajat de publicul, a trecut peste ștacheta fixată la 6,03 m. Lavillenie a eșuat la 6,08 m și s-a mulțumit cu argintul.

## Realizări
| An   | Competiție                               | Locație                    | Loc | Note   |
| ---- | ---------------------------------------- | -------------------------- | --- | ------ |
| 2007 | Campionatul European de Tineret (sub 23) | Debrețin, Ungaria          | 10  | 5,30 m |
| 2008 | Campionatul Mondial în sală              | Valencia, Spania           | 13  | 5,55 m |
| 2009 | Campionatul European în sală             | Torino, Italia             | 1   | 5,81 m |
| 2009 | Campionatul Mondial                      | Berlin, Germania           | 3   | 5,80 m |
| 2010 | Campionatul Mondial în sală              | Doha, Qatar                | 10  | 5,45 m |
| 2010 | Campionatul European                     | Barcelona, Spania          | 1   | 5,85 m |
| 2011 | Campionatul European în sală             | Paris, Franța              | 1   | 6,03 m |
| 2011 | Campionatul Mondial                      | Daegu, Coreea de Sud       | 3   | 5,85 m |
| 2012 | Campionatul Mondial în sală              | Istanbul, Turcia           | 1   | 5,95 m |
| 2012 | Campionatul European                     | Helsinki, Finlanda         | 1   | 5,97 m |
| 2012 | Jocurile Olimpice                        | Londra, Marea Britanie     | 1   | 5,97 m |
| 2013 | Campionatul European în sală             | Göteborg, Suedia           | 1   | 6,01 m |
| 2013 | Campionatul Mondial                      | Moscova, Rusia             | 2   | 5,89 m |
| 2014 | Campionatul European                     | Zürich, Elveția            | 1   | 5,90 m |
| 2015 | Campionatul European în sală             | Praga, Cehia               | 1   | 6,04 m |
| 2015 | Campionatul Mondial                      | Beijing, China             | 3   | 5,80 m |
| 2016 | Campionatul Mondial în sală              | Portland, Statele Unite    | 1   | 6,02 m |
| 2016 | Campionatul European                     | Amsterdam, Olanda          | 14  | FR     |
| 2016 | Jocurile Olimpice                        | Rio de Janeiro, Brazilia   | 2   | 5,98 m |
| 2017 | Campionatul Mondial                      | Londra, Marea Britanie     | 3   | 5,89 m |
| 2018 | Campionatul Mondial în sală              | Birmingham, Marea Britanie | 1   | 5,90 m |
| 2018 | Campionatul European                     | Berlin, Germania           | 3   | 5,95 m |
| 2019 | Campionatul Mondial                      | Doha, Qatar                | 15  | 5,60 m |
| 2021 | Jocurile Olimpice                        | Tokio, Japonia             | 8   | 5,70 m |
| 2022 | Campionatul Mondial                      | Eugene, Statele Unite      | 5   | 5,87 m |
| 2022 | Campionatul European                     | München, Germania          | 7   | 5,65 m |